# Burton Greene
Narada Burton Green, geboren als Burton Garrett Greene (Chicago, 14 juni 1937 – Amsterdam, 27 juni 2021), was een Amerikaanse jazzpianist van de avant-gardejazz en de klezmer.

## Biografie
Greene, wiens moeder een klassieke pianiste was, studeerde eerst van 1944 tot 1951 klassieke muziek aan de Fine Arts Academy in Chicago, daarna moderne jazz van 1955 tot 1956 met Dick Marx, voordat hij optrad met Billy Green en Ira Sullivan. Hij verhuisde begin jaren 1960 naar New York, waar hij deel uitmaakte van het freejazzcircuit. Met Alan Silva formeerde hij in 1963 het Free Form Improvisation Ensemble op, dat zich al vroeg toelegde op vrije improvisatie. In 1964 was hij, net als Bill Dixon en Cecil Taylor, een van de oprichters van het Jazz Composers' Guild. Het jaar daarop richtte hij zijn eigen kwartet op met Marion Brown en Henry Grimes. Hij speelde met Rashied Ali, Albert Ayler, Gato Barbieri, Byard Lancaster, Sam Rivers en Patty Waters en nam verschillende albums op voor het avant-garde label ESP-Disk, voordat hij in 1969 naar Azië en vervolgens naar Europa vertrok. Na een kort verblijf in Parijs woonde hij meer dan 40 jaar in Amsterdam op een woonark. In Europa werkte hij aanvankelijk met muzikanten als John Tchicai, Johnny Dyani, Archie Shepp (Poem for Malcolm, 1969), Anthony Braxton, Maarten Altena en Willem Breuker, maar ook met Gong. Hij hield zich ook uitgebreid bezig met synthesizers. In 1978 nam hij twee albums op onder zijn eigen naam voor het Keulse label Circle Records, Structures in kwartetbezetting met saxofonist Keshavan Maslak en het soloalbum European Heritage. In 1980 werd het duoalbum The Ongoing met Alan Silva gemaakt bij HatHut Records. In de jaren 1980 begon hij de klezmertraditie te bekijken vanuit het perspectief van jazzmuziek en richtte hij de band Klezmokum op, waarin hij regelmatig optrad met Perry Robinson (in 2003 het kwartet The Klezzthetics als een kleinere formatie). Greene werkte ook met Ernst Reijseger, evenals met Lou Grassi en Wilber Morris in een trio (Throptics on CIMP, 1998).
Greene overleed thuis in Amsterdam op 84-jarige leeftijd.

## Discografie
- 1965: Burton Greene Quartet (ESP)
- ????: Klezmokum: Re-Jew-Venation (BVHaast Records)
- ????: Klezmokum: Jew-azzic Park (BVHaast Records)
- 1992-97: Shades of Greene (Cadence Jazz Records)
- 2008: Klez-Edge: Ancestors, Mindreles, NaGila Monsters (Tzadik, met Marek Bałata, Perry Robinson, Larry Fishkind, Roberto Halifi)
- 2019: Life's Intense Mystery met Damon Smith, Bob Moses
- 2019: Magic Intensity (2019), met Guillaume Gargaud, Tilo Baumheier